# Bionville
Bionville è un comune francese di 136 abitanti situato nel dipartimento della Meurthe e Mosella nella regione del Grand Est.

## Storia

### Simboli
Le seghe rappresentano le tre segherie che erano presenti nella località: la Lecuve, la Jeanpierre e la Brognard.

## Società

### Evoluzione demografica
Abitanti censiti